# Alexandre Blaszyck
Alexandre Blaszyck, né le 8 janvier 1988, est un escrimeur français spécialiste de l'épée.

## Carrière
Blaszyck brille en premier lieu chez les juniors. Champion du monde junior en 2007, il remporte le classement général de la coupe du monde par la même occasion.
En sénior, il s'illustre d'abord au niveau national. Médaillé de bronze en individuel aux championnats de France 2009, il décroche l'or en 2010 contre Gauthier Grumier. La densité de l'équipe de France d'épée masculine rend la qualification pour les championnats internationaux difficiles mais grâce à une saison de coupe du monde 2012-2013 couronnée par deux podiums à Doha et Paris, Blaszyck intègre la délégation représentant la France aux championnats d'Europe et du monde. Par équipes, il décroche la médaille de bronze mondiale.
La saison suivante est décevante (il retombe au 93e rang mondial), mais durant la coupe du monde 2014-2015, Blaszyck remporte sa première compétition internationale, le Challenge Monal, qui lui avait échappé en 2013.
Il est médaillé d'argent aux Championnats de France d'escrime 2015.
Il est licencié à la VGA Saint-Maur.

## Palmarès
Médaille de bronze par équipes aux championnats du monde d'escrime 2013 à Budapest